# Risius darwini
Risius darwini är en insektsart som beskrevs av Ronald Gordon Fennah 1962. Risius darwini ingår i släktet Risius och familjen Dictyopharidae. Inga underarter finns listade i Catalogue of Life.